# Balacra humphreyi
Balacra humphreyi là một loài bướm đêm thuộc phân họ Arctiinae, họ Erebidae.